# Lista över fackföreningar
Detta är en lista över fackföreningar efter land. Med fackförening inkluderas här fackförbund, fackliga centralorganisationer och internationella federationer. I de fall ingen svensk översättning av fackföreningen är etablerad används det ursprungliga namnet, alternativt den engelska översättningen.

## Internationella federationer

### Allmänna
- Allmänna konfederationen av fackföreningar (GCTU)
- Industrial Workers of the World (IWW)
- Fria fackföreningsinternationalen (ICFTU)
- Internationella fackliga samorganisationen (IFS)
- Internationella arbetarassociationen
- Arbetarnas världsfederation
- Fackliga världsfederationen (FVF)

### Branschspecifika
- Bygg- och Träarbetareinternationalen
- Lärarnas yrkesinternational
- FIFPro
- International Affiliation of Writers Guilds
- Internationella gruv-, kemi- och energiarbetarefederationen
- Internationella Journalistfederationen
- Internationella Metallfederationen
- Internationella Transportarbetarefederationen
- Internationella musikerfederationen
- Internationella Skådespelarfederationen
- Internationella beklädnadsfederationen
- Internationella Unionen för livsmedels-, njutningsmedels-, och lantarbetareförbund samt förbund inom hotell- och restaurangbranschen
- Internationalen för Stats- och Kommunalanställda
- UNI global union

## Algeriet
- Algeriets Allmänna Arbetarunion

## Andorra
- Andorran Workers' Union

## Angola
- General Centre of Independent and Free Unions of Angola (CGSILA)
- Independent Union of Maritime and Related Workers (SIMA)
- National Union of Angolan Workers (UNTA)

## Antigua och Barbuda
- Antigua Trades and Labour Union (ATLU)
- Antigua Workers' Union (AWU or ABWU)
- Antigua and Barbuda Public Service Association (ABPSA)
- Leeward Islands Airline Pilots Association (LIALPA])

## Argentina
- Consejo Coordinador Argentino Sindical (CCAS)
- Federación Agraria Argentina
- Confederación General del Trabajo (CGT)

## Aruba
- Aruban Workers' Federation (fta)

## Australien
- Australian Council of Trade Unions (centralorganisation)
  - National Union of Workers
  - Maritime Union of Australia

## Bahamas
- National Congress of Trade Unions of The Bahamas
- Airpoty, Airline & Allied Workers Union
- Banamas Airline Pilots Association
- Bahamas Casino Gaming & Allied Workers Union
- Bahamas Commercial Stores, Supermarket & Warehouse Union
- Bahamas Communication & Public Officers Union
- Bahamas Electrical Workers Union
- Bahamas Financial Services Union
- Bahamas Hotel Catering & Allied Workers Union
- Bahamas Maritime Port & Allied Workers Union
- Bahamas Musician & Entertainers Union
- Bahamas Public Services Union
- Bahamas Taxi Cab Union
- Bahamas Union of Teachers
- Bahamas Utilities Service & Allied Workers Union
- Freeport Flight Services & Allied Workers Union
- Grand Bahama Public Service Driviers & Allied Workers Union
- Union of Central Banks
- Union OF Tertiary Education of The Bahamas
- The Bahamas Prison Officers Association
- The Royal Bahamas Police Association
- The College of the Bahamas Union of Students

- Commonwealth of the Bahamas Trade Union Congress

## Barbados
- Barbados Workers' Union (BWU])
- Congress of Trade Unions and Staff Associations of Barbados
- Leeward Islands Airline Pilots Association (LIALPA])
- National Union of Public Workers

## Bermuda
- Bermuda Industrial Union (BIU)
- Bermuda Public Services Association (BPSA)

## Bolivia
- - Confederación Sindical Única de Trabajadores Campesinos de Bolivia (Unique Confederation of Rural Laborers of Bolivia, CSUTCB)
  - Federación Sindical de Trabajadores Mineros de Bolivia (Union Federation of Bolivian Mine Workers) ()
- Corriente de Renovación Independiente y Solidaridad Laboral (CRISOL0) ()

## Botswana
- Botswana Federation of Trade Unions (BFTU)
  - Air Botswana Employees' Union
  - Botswana Agricultural Marketing Board Workers' Union
  - Botswana Bank Employees' Union
  - Botswana Beverages & Allied Workers' Union
  - Botswana Central Bank Staff Union
  - Botswana Commercial & General Workers' Union
  - Botswana Construction Workers' Union
  - Botswana Diamond Sorters & Valuators' Union
  - Botswana Hotel Travel & Tourism Workers' Union
  - Botswana Housing Corporation Staff Union
  - Botswana Institute of Development Management Workers' Union
  - Botswana Manufacturing & Packaging Workers' Union
  - Botswana Meat Industry Workers' Union
  - Botswana Mining Workers' Union
  - Botswana National Development Bank Staff Union
  - Botswana Postal Services Workers' Union
  - Botswana Power Corporation Workers' Union
  - Botswana Private Medical & Health Services Workers' Union
  - Botswana Railways Amalgamated Workers' Union
  - Botswana Saving Bank Employees' Union
  - Botswana Telecommunication Employees' Union
  - Botswana Vaccine Institute Staff Union
  - Botswana Wholesale, Furniture & Retail Workers' Union
  - National Amalgamated Central, Local & Parastatal Manual Workers' Union
  - Rural Industry Promotions Company Workers' Union
  - University of Botswana Non-Academic Staff Union

## Brasilien
- Central Autônoma de Trabalhadores
- Central Única dos Trabalhadores
- Confederação Brasileira de Trabalhadores Cristâos
- Confederação Geral dos Trabalhadores
- Coordenação Nacional de Lutas
- Força Sindical

## Burkina Faso
- Confédération Syndicale Burkinabé (CSB)
- Organisation Nationale des Syndicats Libres (ONSL)
- Union Syndicale des Travailleurs du Burkina (USTB)
- Confédération Nationale des Travailleurs Burkinabé (CNTB)

## Burundi
- Confédération des Syndicats du Burundi
- Confédération Syndicale du Burundi

## Caymanöarna
- Cayman Airline Pilots Association

## Centralafrikanska republiken
- Confédération Syndicale des Travailleurs de Centrafrique
- National Confederation of Central African Workers
- Union of Central African Workers

## Chile
- Central Autónoma de Trabajadores

## Costa Rica
- Central de Trabajadores de Costa Rica
- Central del Movimiento de Trabajadores Costarricenses
- Confederación Unitaria de Trabajadores (Costa Rica)
- Confederación du Trabajadores de Costa Rica

## Danmark
- Akademikernes Centralorganisation (AC)
  - Den danske Landinspektørforening
  - Den Almindelige Danske Lægeforening
  - Arkitektforbundet
  - Bibliotekarforbundet

- Landsorganisationen i Danmark
  - HK/Danmark
  - Fagligt Fælles Forbund
  - Fag og Arbejde
  - Dansk Metal
  - Forbundet Træ-Industri-Byg i Danmark
  - Nærings- og Nydelsesmiddelarbejder Forbundet
  - Teknisk Landsforbund
  - Socialpædagogernes Landsforbund
  - Dansk EL-Forbund
  - RestaurationsBranchens Forbund
  - Dansk Funktionærforbund - Serviceforbundet
  - Malerforbundet i Danmark
  - Blik og Rørarbejderforbundet i Danmark
  - Dansk Jernbaneforbund
  - Dansk Frisør og Kosmetiker Forbund
  - Hærens Konstabel- og Korporalforening
  - Dansk Artist Forbund
  - Spillerforeningen

- Funktionærernes og Tjenestemændenes Fællesråd
  - Dansk Sygeplejeråd
  - Danmarks Lærerforening

## Demokratiska republiken Kongo
- Confédération Générale du Travail du Congo

## Dominica
- Dominica Amalgamated Workers' Union
- Dominica Association of Teachers
- Dominica Public Service Union
- National Workers' Union (Dominica)
- Waterfront and Allied Workers' Union

## Dominikanska republiken
- Central General de Trabajadores (Dominikanska republiken)
- Confederación de Trabajadores Unitaria

## Ecuador
- Confederación Ecuatoriana de Organizaciones Clasistas Unitarias de Trabajadores
- Confederación de Trabajadores del Ecuador
- Ecuador Confederation of Free Trade Union Organizations
- Frente Unitario de los Trabajadores

## Ekvatorialguinea
- Equatorial Guinea Workers' Union

## El Salvador
- Central Autónoma de Trabajadores Salvadoreños
- Central de Trabajadores Democráticos
- Federación Nacional Sindical de Trabajadores Salvadoreños

## Elfenbenskusten
- Centrale des Syndicats Libres de Côte d'Ivoire

## Eritrea
- National Confederation of Eritrean Workers

## Etiopien
- Confederation of Ethiopian Trade Unions
- Ethiopian Teachers' Association

## Fiji
- Fiji Islands Council of Trade Unions
- Fiji Trades Union Congress
- Federation of Cane Growers (Fiji)
- Indian Cane Growers Association (Fiji)
- Kisan Sangh
- Labasa Kisan Sangh
- Maha Sangh
- National Farmers Union (Fiji)
- Rewa Planters Union
- Vishal Sangh

## Filippinerna
- Federation of Free Workers
- May First Labour Movement Centre
- Trade Union Congress of the Philippines

## Finland
De tre största centralorganisationerna:
- Finlands Fackförbunds Centralorganisation (FFC)
- Tjänstemannaorganisationen (FTFC)
- Akava

## Frankrike

### Större centralorganisationer
- Confédération Générale du Travail (CGT)
- Force Ouvrière (FO)
- Confédération Française Démocratique du Travail (CFDT)
- Confédération Française des Travailleurs Chrétiens (CFTC)
- Confédération Française de l'Encadrement - Confédération Générale des Cadres (CFE-CGC)

### Andra viktiga fackföreningar
- Solidaires Unitaires Démocratiques (SUD)
- Fédération Syndicale Unitaire (FSU)
- Union Nationale des Syndicats Autonomes (UNSA)

### Övriga fackföreningar
- Confédération Nationale du Travail
- Confédération Autonome du Travail
- Action Police CFTC
- Sud-PTT
- Syndicat de la Magistrature

## Gabon
- Gabonese Confederation of Free Trade Unions
- Gabonese Trade Union Confederation

## Ghana
- Ghana Federation of Labour
- Trades Union Congress of Ghana

## Gibraltar

### Historiska fackföreningar
- Gibraltar Apprentices and Ex-Apprentices Union
- Gibraltar Confederation of Labour
- Gibraltar Labour Trades Union

## Grekland
- Alla arbetares militanta front

## Grenada
- Grenada Trades Union Council

## Guatemala
- Central General de Trabajadores de Guatemala
- Confederación de Unidad Sindical de Guatemala
- Unión Sindical de Trabajadores de Guatemala

## Guyana
- Guyana Agricultural and General Workers' Union
- Guyana Airline Pilots Association
- Guyana Labour Union
- Guyana Local Government Officers' Union
- Guyana Mining Metal and General Workers' Union
- Guyana Postal and Telecommunications' Union
- Guyana Teachers' Union
- Guyana Trades Union Congres
- National Workers' Union (Guyana)
- Guyana public services union
- Clerical and commercial workers union

## Haiti
- Confederation des Travailleurs Haïtiens
- Coordination Syndicale Haïtienne (CSH)
- Haitian Trade Union Coordination
- May 1st - Workers' Fight Federation
- Batay Ouvriye
- Centrale Générale des Travailleurs

## Hongkong
- Hong Kong Federation of Trade Unions (HKFTU) - pro-CPC
- Hong Kong and Kowloon Federation of Labour Unions (HKFLU)
- Hong Kong Confederation of Trade Unions (HKCTU) - pro-democracy
- Hong Kong and Kowloon Trades Union Council (HKKTUC) - pro-Kuomintang
- Hong Kong Journalists Association (HKJA)
- Hong Kong Professional Teachers' Union (HKPTU) - pro-democracy
- Joint Organization of Unions - Hong Kong

## Indien
- - Kerala Gazetted Officers' Union
  - Indian Railway Trade Unions
  - All KARNATAKA Kannadigara Workers union .
  - Karnataka Auto driver Union
  - Karnataka Workers Union
  - All India Railway Men's Federation
  - Northern Railway Men's Union
  - Bank Employees Federation of India
- Centre of Indian Trade Unions
  - Bengal Chatkal Mazdoor Union
  - Calcutta Tramways Workers' and Employees' Union
  - Cochin City Motor Thozhilali Union
  - Darjeeling District Newspaper Sellers' Union
  - Forward Seamens Union of India
  - Maharashtra Sugarcane Cutting and Transport Workers Union
  - Otis Elevators Employees Union
  - Siliguri Dokan Sramik Karmachari Union
  - Steel Plant Employees Union
- Hind Mazdoor Kisan Panchayat
  - Konkan Railway Corporation Employees Union
  - Municipal Mazdoor Union
- Hind Mazdoor Sabha
  - All India Jute Textile Workers' Federation
  - Coimbatore District Textile Workers Union
  - Kudremukh Shram Shakthi Sanghatan
  - MCF Employees' Union
- Indian Federation of Trade Unions
  - Darjeeling Jela Dokan Sramik Union
- Indian National Trade Union Congress
- Labour Progressive Federation
  - NLC Workers Progressive Union
- Federation of Atomic Energy Employee
  - AEEA (IGCAR)
  - BARCFEA (BARC facilities)
  - GSO SA (GSO)
  - TAPEU (MAPS)
  - MAPSA (MAPS)
  - DPS (DAE)
  - EA (MRPU)
  - CATSA
- Confederation Of Atomic & Space Scientists/Technologists, COAST
  - AARCO, Kalpakkam
  - CATSOA, Indore
- Trade Union Coordination Committee
  - Bengal Hawkers Association
- Association of Motion Pictures & TV Programme Producer of India
- BSNL Employees Union Central Headquarters New Delhi
- Federation of Western India Cine Employees
- Indian National Trade Union Congress
- Kerala Private Pharmacist's Association (KPPA)
- Kerala Gazetted Officers' Federation
- Kerala State Transport Employees Front
- Maharashtra General Kamgar Union
- Mazdoor Mukti Morcha
- Rashtriya Mill Mazdoor Sangh
- Sarv Karamchari Sangh Haryana
- Socialist Trade Union Centre
- Trade Union Centre of India
- United Trade Union Centre-Lenin Sarani
- All India Defence Employees Federation
- Bengal Jute Mill Workers' Union
- Bengal Provincial Chatkal Mazdoor Union
- Murshidabad Self Employed Geriatric Healthcare Workers Association

## Irland
- Irish Congress of Trade Unions (ICTU)

- Unite
- Amicus
- Association of Higher Civil & Public Servants
- Association of Irish Traditional Musicians
- Association of Secondary Teachers Ireland
- Bakers, Food & Allied Workers Union (BFAWU)
- Bakery and Foodworkers Amalgamated Union
- British Actors Equity Association (Equity)
- Broadcasting Entertainment Cinematograph and Theatre Union (BECTU)
- Building and Allied Trades Unions (BATU)
- Chartered Society of Physiotherapy (CSP)
- Civil and Public Services Union (CPSU)
- Communication Workers' Union (Irland) (CWU)
- Communication Workers' Union (Storbritannien) (CWU)
- CONNECT
- Electricity Supply Board's Officer's Association (ESBOA)
- FDA
- Federated Union of Government Employees (FUGE)
- Fire Brigades Union (FBU)
- GMB
- Graphical Paper and Media Union (GPMU)
- Guinness Staff Union (GSU)
- Independent Workers Union of Ireland (IWU)
- Irish Bank Officials' Association (IBOA)
- Irish Federation of University Teachers (IFUT)
- Irish Medical Organisation (IMO)
- Irish Municipal, Public and Civil Trade Union (IMPACT)
- Irish National Teachers' Organisation (INTO)
- Irish Nurses Organisation (INO)
- MANDATE
- National Association of Probation Officers
- National League of the Blind (NLB)
- National Union of Journalists (NUJ)
- National Union of Knitwear, Footwear and Apparel Trades (KFAT)
- National Union of Rail, Maritime and Transport Workers (RMT)
- National Union of Sheet Metal Workers of Ireland (NUSMWI)
- Northern Ireland Public Service Alliance (NIPSA)
- Operative Plasterers and Allied Trades Society of Ireland (OPATSI)
- Prison Officers Association (POA)
- Prospect
- Professional Footballers' Association of Ireland (PFAI)
- Psychiatric Nurses Association (PNA)
- Public and Commercial Services Union (PCS)
- Public Service Executive Union (PSEU)
- Sales, Marketing and Administrative Union of Ireland (SMAUI)
- Seaman's Union of Ireland (SUI)
- Services, Industrial, Professional & Technical Union (SIPTU)
- Teachers' Union of Ireland (TUI)
- Technical Engineering and Electrical Union (TEEU)
- Transport Salaried Staffs' Association (TSSA)
- Union of Construction, Allied Trades and Technicians (UCATT)
- Union of Shop, Distributive and Allied Workers (USDAW)
- University and College Union (UCU)
- UNISON
- Veterinary Ireland (VI)
- Veterinary Officers Association (VOA)

## Israel
- New Histadrut
- National Labour Federation in Eretz-Israel
- Histadrut
- Koach La`Ovdim: Power to the workers- democratic trade union

## Italien
- Confederazione Generale Italiana del Lavoro (CGIL)
- Confederazione Italiana Sindacati Lavoratori (CISL)
- Unione Italiana del Lavoro (UIL)
- Confederazione Italiana Sindacati Autonomi Lavoratori (CISAL)
- Confederazione Generale dei Sindacati Autonomi dei Lavoratori (CONSFAL)
- Confederazione del Comitati di Base (Cobas)
- Confederazione Unitaria di Base (CUB)
- Unione Generale del Lavoro (UGL)
- Sindacato Padano (SIN.PA.)
- Sindacato nazionale dei dirigenti e direttivi forestali (DIRFOR)
- Unione Sindacale Italiana (USI)
- Confederazione GILDA-UNAMS (CGU)

## Jamaica
- Bustamante Industrial Trade Union
- Jamaica Airline Pilots Association
- Jamaica Association of Local Government Officers
- Jamaica Confederation of Trade Unions
- Jamaica Civil Service Association
- National Workers Union
- Jamaican Teachers Association
- Jamaican Union of Public Officers and Public Employers

## Japan
- Japan Teachers Union
- RENGO
- Sohyo
- National Union of General Workers
- General Union
- Tozen

## Kamerun
- Confederation of Cameroon Trade Unions
- General Confederation of Free Workers of Cameroon
- Union of Free Trade Unions of Cameroon

## Kanada
- Canadian Labour Congress
  - Medlemsförbund
    - ACTRA
    - British Columbia Teachers' Federation
    - Canadian Association of University Teachers
    - Canadian Auto Workers
    - Canadian Office and Professional Employees Union
    - Canadian Postmasters and Assistants Association
    - Canadian Union of Postal Workers
    - Canadian Union of Public Employees
    - Communications, Energy and Paperworkers Union of Canada
    - Elementary Teachers' Federation of Ontario
    - United Food and Commercial Workers Local 1518
    - National Union of Public and General Employees
    - Canadian Federation of Nurses' Union
    - Ontario English Catholic Teachers' Association
    - Ontario Secondary School Teachers' Federation
    - Public Service Alliance of Canada
    - Telecommunications Workers Union

  - Internationella medlemmar
    - Air Line Pilots Association, International
    - Amalgamated Transit Union
    - American Federation of Musicians
    - Amalgamated Transit Union
    - Bakery, Confectionery, Tobacco Workers and Grain Millers' International Union
    - CWA-Canadian Media Guild
    - Glass, Molders, Pottery, Plastics and Allied Workers International Union (external website)
    - International Alliance of Theatrical Stage Employees, Moving Picture Technicians, Artists and Allied Crafts of the United States, its Territories and Canada
    - International Association of Bridge, Structural, Ornamental and Reinforcing Iron Workers
    - International Association of Fire Fighters
    - International Association of Heat and Frost Insulators and Asbestos Workers
    - International Association of Machinists and Aerospace Workers
    - International Brotherhood of Electrical Workers
    - International Brotherhood of Boilermakers, Iron Ship Builders, Blacksmiths, Forgers and Helpers
    - International Federation of Professional and Technical Engineers
    - International Longshore and Warehouse Union
    - International Longshoremen's Association
    - International Plate Printers, Die Stampers and Engravers' Union of North America
    - International Union of Bricklayers and Allied Craftworkers
    - International Union of Operating Engineers
    - International Union of Painters and Allied Trades
    - Operative Plasterers' and Cement Masons' International Association
    - Seafarers' International Union of Canada
    - Service Employees International Union
    - Sheet Metal Workers International Association
    - Teamsters
    - United Auto Workers
    - United Brotherhood of Carpenters and Joiners of America
    - United Food and Commercial Workers Union
    - United Mine Workers of America
    - United Steelworkers
    - United Transportation Union
    - United Association of Journeymen and Apprentices of the Plumbing and Pipe Fitting Industry
    - UNITE HERE

- Fristående fackföreningar
  - Association of Professional Student Services Personnel
  - Bricklayers, Masons Independent Union of Canada
  - Canadian Actors' Equity Association
  - Christian Labour Association of Canada
  - Major League Baseball Players Association
  - Manitoba Teachers' Society
  - National Hockey League Players' Association
  - Professional Institute of the Public Service of Canada
  - Shipyard General Workers' Federation of British Columbia
  - Writers Guild of Canada

Övriga finns listade på Directory of Independent Labour Organizations

## Kap Verde
- Council of Free Labour Unions
- Trade Unions of Cape Verde Unity Centre

## Kenya
- Central Organization of Trade Unions (Kenya)

(KNUT)Kenya national union of teachers
Transport and general workers union (UK)
Marathon Runners Union

## Kiribati
- Kiribati Trade Union Congress

## Kongo-Brazzaville
- Confédération Syndicale des Travailleurs du Congo
- Confédération Syndicale du Congo
- Confédération des Syndicats Libres Autonomes du Congo
- Congolese Trade Union Confederation

## Kuba
- Central de Trabajadores de Cuba

## Kuwait
- Kuwait Trade Union Federation

## Lesotho
- Congress of Lesotho Trade Unions
- Lesotho Congress of Democratic Unions
- Lesotho Trade Union Congress

## Liberia
- Liberian Federation of Labour Unions

## Madagaskar
- Christian Confederation of Malagasy Trade Unions
- Confederation of Malagasy Workers
- United Autonomous Unions of Madagascar

## Malawi
- Malawi Congress of Trade Unions
- Malawi Union for the Informal Sector

## Malaysia
- Congress of Unions of Employees in the Public and Civil Services
- Malaysian Trades Union Congress
- National Council of Unions of the Industrial and Lower Income Group of Government Workers

## Mali
- National Workers' Union of Mali
- Workers' Trade Union Confederation of Mali

## Malta
- Forum of Maltese Trade Unions For.U.M. - confederation
- Confederation of Malta Trade Unions
- General Workers' Union (Malta)
- Malta Workers' Union
- Malta Union of Teachers
- Malta Union of Midwives and Nurses

## Mauritius
- Federation of Civil Service Unions
- Federation of Progressive Unions
- Mauritius Labour Congress
- Mauritius Trade Union Congress
- National Trade Unions Confederation
- Organization of Artisans' Unity
- Local Authorities Employees Union
- Confederation of Independent Trade Union

## Mexiko
- Confederación de Trabajadores de México - CTM
- Confederación General de Trabajadores - CGT
- Confederación Regional Obrera Mexicana - CROM
- Sindicato ünico de Trabajadores Electricistas de la República Mexicana - SUTERM
- Sindicato Nacional de Trabajadores Mineros, Metalúrgicos y Similares de la República Mexicana - SNTMMSRM
- Sindicato Nacional de Trabajadores Petroleros de la República Mexicana - SNTPRM
- Sindicato Nacional de Trabajadores del Seguro Social - SNTSS
- Sindicato de Trabajadores Ferrocarrileros de la República Mexicana - STFRM
- Federación de Sindicatos de Trabajadores al Servicio del Estado - FSTSE
- Sindicato Nacional de Trabajadores de la Educación - SNTE
- Sindicato de Trabajadores de la Industria Química y Petroquímica, Carboquímica, Similares y Conexos de la República Mexicana - SNTPCCRM
- Sindicato de Trabajadores de la Producción Cinematográfica
- Sindicato de Trabajadores de la Universidad Nacional Autónoma de México - STUNAM
- Asociación Sindical de Pilotos Aviadores de México - ASPA
- Asociación Sindical de Sobrecargos de Aviación de México - ASSA
- Confederación Nacional Campesina - CNC
- Central Campesina Independiente - CCI
- Confederación Revolucionaria de Obreros y Campesinos - CROC
- Congreso del Trabajo
- Federación de Sindicatos de Bienes y Servicios - FESEBES
- Federación de Sindicatos Unidos del Valle de México
- Federación de Trabajadores del D.F.
- Authentic Labor Front (Frente Auténtico del Trabajo) - FAT
- Sindicato de Telefonistas de la República Mexicana - STRM
- Sindicato de Trabajadores de la Industria de la Radiodifusión, la Televisión, Similares y Conexos de la República Mexicana
- Sindicato de Trabajadores del Sistema de Transporte Colectivo METRO
- Sindicato de Trabajadores Ferrocarrileros de la República Mexicana
- Sindicato Nacional de Trabajadores de Aviación y Similares - SNTAS
- Sindicato Nacional de Trabajadores de la Secretaría de Hacienda y del Servicio de Administración Tributaria
- Sindicato Nacional de Trabajadores de la Secretaría de Medio Ambiente, Recursos Naturales - SNTSEMARNAT
- Sindicato Nacional de Trabajadores de la Secretaría de Salud - SNTSS
- Sindicato Nacional de Trabajadores del Autotransporte y Comunicaciones, Similares y Conexos de la República Mexicana
- Sindicato Nacional de Trabajadores del Desarrollo Integral de la Familia - SNTDIF
- Sindicato Nacional de Trabajadores del Instituto de Seguridad y Servicios Sociales de los Trabajadores del Estado - SNTISSSTE
- Sindicato Nacional de Trabajadores del Instituto Mexicano del Seguro Social - SNTSS
- Sindicato Nacional de Trabajadores del Servicio Postal Mexicano SNTSEPOMEX

- Sindicato Nacional Revolucionario de Trabajadores de la Compañía Hulera Euzkadi
- Sindicato Unico de Trabajadores de Autotransportes Urbanos de Pasajeros, Ruta 100
- Sindicato Unico de Trabajadores de la Industria Nuclear - SUTIN
- Sindicato Unico de Trabajadores de la Música del D.F. - SUTM
- Sindicato Unico de Trabajadores del Banco de México
- Sindicato Unico de Trabajadores del Gobierno del Distrito Federal
- Sindicato Unico Nacional de Trabajadores de Telecomunicaciones de México (TELECOMM)
- National Association of Actors (Asociación Nacional de Actores) - ANDA
- Asociación Nacional de Interpretes - ANDI

## Namibia
- National Union of Namibian Workers
- Trade Union Congress of Namibia

## Nederländerna
- Federatie Nederlandse Vakbeweging (FNV)
- Christelijk Nationaal Vakverbond (CNV)
- CNV Public
- Vakcentrale Voor Middengroepen en Hoger Personeel (MHP)
- Nederlands Verbond van Vakverenigingen (NVV)
- Nederlandse Vereniging van Luchtvaart Technici (NVLT)
- Algemene Bond voor Casinopersoneel (Vakbond ABC)

## Nederländska Antillerna
- Bonaire Federation of Labour
- Central General di Trahadonan di Corsow
- Trade Union Centre of Curaçao
- Windward Islands Federation of Labour

## Nepal
- Independent Democratic Confederation of Nepalese Trade Union- INDECONT

## Niger
- Democratic Confederation of Workers of Niger
- General Union of Workers of Niger
- Nigerien Confederation of Labour
- Union of Workers' Trade Unions of Niger

## Nordirland
- Ulster Teachers' Union (UTU)

## Norge
- Landsorganisasjonen
  - EL & IT Forbundet
  - Norsk Kjemisk Industriarbeiderforbund
  - Norsk Tjenestemannslag
  - Norsk Post og Kommunikasjonsforbund
  - Norsk Sjømannsforbund
  - Norsk Naerings- og Nytelsesmiddelarbeiderforbund
  - Norsk Arbeidsmandsforbund
  - Fagforbundet
  - Handel og Kontor I Norge
  - Fellesforbundet

- Utdanningsgruppenes Hovedorganisasjon
- Akademikerne
- Norges Ingeniør- og Teknologorganisasjon (NITO)

## Nya Zeeland
- New Zealand Council of Trade Unions (NZCTU)
- New Zealand Air Line Pilots' Association (APA)
- Alloy Yachts Employees Federation
- Amalgamated Workers Union of New Zealand (AWUNZ)
  - Central Amalgamated Workers' Union (CAWU)
  - Northern Amalgamated Workers' Union
  - Southern Amalgamated Workers' Union
- APEX
- Association of Salaried Medical Specialists (ASMS)
- Association of Staff in Tertiary Education Te Hau Takatini o Aotearoa (ASTE)
- Association of University Staff of New Zealand (AUS)
- Auckland Society of International Flight Planners
- Aviation & Marine Engineers Association (AMEA)
- Bakers & Pastrycooks Union
- Clothing, Laundry and Allied Workers Union of Aotearoa
- Corrections Association of New Zealand (CANZ)
- Customs Officers' Association of New Zealand
- New Zealand Dairy Workers Union (DWU)
- Finance and Information Workers Union (Finsec)
- Firestone Employees Society
- Flight Attendants and Related Services Association (FARSA)
- Furniture, Manufacturing & Associated Workers Union
- Independent School Teachers Association (ISTANZ)
- Manufacturing & Construction Workers Union (M&C Union)
- Maritime Union of New Zealand (MUNZ)
- Meat Union Aotearoa (Meat & Related Trades Workers Union of Aotearoa)
- Medical Laboratories Workers Union
- National Distribution Union (NDU)
- New Zealand Actors Equity
- New Zealand Building Trades Union (NZBTU)
- New Zealand Educational Institute Te Riu Roa (NZEI)
- New Zealand Police Association
- Engineering, Printing and Manufacturing Union (EPMU)
- New Zealand Meat & Related Trades Workers Union
- NZ Merchant Service Guild Industrial Union of Workers (MSG)
- New Zealand Nurses Organisation (NZNO)
- New Zealand Professional Firefighters Union
- New Zealand Public Service Association (PSA)
- New Zealand Writers Guild
- Northern Chemical Workers Union
- Post Primary Teachers' Association (PPTA)
- Postal Workers Association (PWA)
- Postal Workers Union (PWU)
- Rail & Maritime Transport Union (R&MTU)
- Service & Food Workers Union of Aotearoa (SFWU)
- Solidarity Union
- Southern Local Government Officers Union
- Stores and Warehouse Employees Union
- Supersizemypay.com
- Tertiary Institutes Allied Staff Association (TIASA)
- Tramways Employees Union
- Unite Union

## Oman
Fackföreningar är förbjudna i Oman, men Fackliga världsfederationen erkänner en exilorganisation—National Committee of Omani Workers.

## Pakistan
- All Pakistan Federation of Labour
- All Pakistan Federation of Trade Unions
- All Pakistan Federation of United Trade Unions
- All Pakistan Trade Union Congress
- All Pakistan Trade Union Federation
- Pakistan National Federation of Trade Unions
- Pakistan Workers' Federation
- Labour Union Karachi Electric Supply Company Pakistan
- Muttahida Labour Federation Pakistan
- Pakistan Brick Kiln Labour Union

## Palestina
- PGFTU - Palestinian General Federation of Trade Unions

## Panama
- Central National de Trabajadores de Panama
- Convergencia Sindical
- SUNTRACS

## Paraguay
- Central Unitaria de Trabajadores (Paraguay)
- Confederación Paraguaya de Trabajadores

## Peru
- Central Autónoma de Trabajadores del Perú
- Confederación General de Trabajadores del Perú
- Confederación Unitaria de Trabajadores del Perú
- Confederación de Trabajadores del Perú

## Polen
- August80 (WZZ "Sierpień80")
- Solidaritet (fackförening) (NSZZ Solidarność)

## Ryssland
- Allmänna konfederationen av fackföreningar

## Rwanda
- Trade Union Centre of Workers of Rwanda
- Union of Workers in Industry, Garages, Construction Firms, Mines and Printers

## Saint Kitts och Nevis
- St. Kitts and Nevis Trades and Labour Union

## Saint Lucia
- National workers union
- Saint Lucia teachers union - SLTU (www.stluciateachersunion.com)
- National worker union

## Saint Vincent och Grenadinerna
- Commercial, Technical and Allied Workers' Union
- National Labour Congress
- National Workers' Movement (St. Vincent)
- St. Vincent and the Grenadines Public Service Union

## Salomonöarna
- Solomon Islands Council of Trade Unions

## Samoa
- Samoa Public Service Association
- Samoa Trade Union Congress

## Schweiz
- Schweizerischer Gewerkschaftbund (SGB)
- syndikat - Die Online Gewerkschaft
- Travail.Suisse

## Senegal
- Dakar Dem Dikk Workers Democratic Union
- Democratic Union of Senegalese Workers
- National Confederation of Senegalese Workers
- National Union of Autonomous Trade Unions of Senegal

## Seychellerna
- Seychelles Federation of Workers' Unions
- Seychelles Workers Union

## Sierra Leone
- Sierra Leone Confederation of Trade Unions
- Sierra Leone Labour Congress

## Singapore
- National Trades Union Congress (NTUC)

## Spanien
- Arbetarkommissionerna
- Unión General de Trabajadores
- Confederación General del Trabajo
- Confederación Nacional del Trabajo
- Federación Sindical Agraria
- Solidaritet med baskiska arbetare
- Langile Abertzaleen Batzordeak
- Organización Sindical Española
- Spanska typografers fackförening (Sindicato de Obreros Tipógrafos)
- Col·lectius de Treballadors
- Col·lectius d'Obrers en Lluita

## Sri Lanka
- All Ceylon United Motor Workers' Union
- Ceylon Electricity Board Engineer's Union
- Ceylon Federation of Labour
- Ceylon Mercantile Union
- GCSU Sri Lanka
- National Union of Workers
- United Corporations and Mercantile Union

## Storbritannien
- General Federation of Trade Unions (Storbritannien)
- Trades Union Congress (TUC)
- Scottish Trades Union Congress (STUC)

- ACCORD
- Advance
- Aegis
- ‡Alliance for Finance
- Aspect
- Associated Society of Locomotive Engineers and Firemen ASLEF
- ‡Associated Train Crew Union ATCU
- Association for Clinical Biochemistry ACB
- Association for College Management ACM
- Association of Educational Psychologists
- Association of Headteachers and Deputes in Scotland AHTS
- Association of Licensed Aircraft Engineers ALEA
- Association of Local Authority Chief Executives
- ‡Association of Management and Professional Staffs AMPS
- Association of Principal Fire Officers APFO
- Association of Professional Ambulance Personnel APAP
- Association of Professional Music Therapists in Great Britain APMT
- Association of Revenue and Customs ARC
- Association of School and College Leaders ASCL
- ‡Association of Somerset Inseminators
- Association of Teachers and Lecturers ATL
- Bakers, Food and Allied Workers Union BFAWU
- ‡Balfour Beatty Group Staff Association
- †‡Belfast Airport Police Association
- ‡Boots Pharmacists Association BPA
- Britannia Staff Union BSU
- British Air Line Pilots' Association BALPA
- British Association of Colliery Management BACT - TEAM
- British Association of Dental Nurses BADN
- British Association of Journalists  BAJ
- British Association of Occupational Therapists BAOT
- British Dental Association BDA
- British Dietetic Association BDA
- British Medical Association BMA
- British Orthoptic Society BOS
- Broadcasting, Entertainment, Cinematograph and Theatre Union BECTU
- Chartered Society of Physiotherapy CSP
- Cheshire Building Society Staff Association
- ‡City Screen Staff Forum
- Communication Workers Union CWU
- Community
- Community and District Nursing Association CDNA
- Connect
- ‡Council of Civil Service Unions
- ‡Currys Supply Chain Staff Association CSCSA
- Dental Practitioners Association DPA
- Derbyshire Group Staff Union
- Diageo Staff Association
- Educational Institute of Scotland EIS
- Engineering Officers Technical Association
- EQUITY (actors)
- FDA (fackförening) FDA
- Federation of Professional Railway Staff
- Fire Brigades Union FBU
- Fire Officers Association
- ‡G4S Justice Services Staff Association
- Gallaher Sales Staff Association
- ‡General Federation of Trade Unions
- GMB (General workers' union)
- Guild of Professional Teachers of Dancing
- ‡Harrods Staff Union
- ‡The Headmasters' and Headmistresses' Conference
- Hospital Consultants and Specialists Association HCSA
- Immigration Service Union ISU
- †‡IMPACT
- Independent Democratic Union IDU
- ‡Independent Federation of Nursing in Scotland
- †‡Independent Workers Union
- ‡Industrial Workers of the World – British Isles IWW
- ‡Institute of Football Management and Administration
- Institute of Journalists Trade Union CIJ
- ‡International Federation of Air line Pilots Associations
- Irish Bank Officials Association IBOA
- †Irish National Teachers' Organisation INTO
- Lawson Mardon Star Ltd Managerial Staff Association
- ‡Lecturers Employment Advice and Action Fellowship
- LEGION
- ‡Leeds Building Society Staff Association
- Leek United Building Society Staff Association
- ‡Leicestershire Overmen Deputies and Shotfirers Association
- Lloyds TSB Group Union
- ‡Locum Doctors Association
- †Lough Neagh Fishermen’s Association
- Musicians Union MU
- NAPO
- National Association of Colliery Overmen, Deputies and Shotfirers NACODS
- National Association of Colliery Overmen, Deputies and Shotfirers (Södra Wales)
- National Association of Co-operative Officials NACO
- National Association of Head Teachers NAHT
- National Association of NFU Group Secretaries NAGS
- National Association of Schoolmasters Union of Women Teachers NASUWT
- National Association of Stable Staff NASS
- National Federation of Sub-Postmasters NFSP
- ‡National House Building Council Staff Association
- National Society for Education in Art and Design NSEAD
- National Union of Journalists NUJ
- National Union of Mineworkers NUM
- National Union of Rail, Maritime and Transport Workers RMT
- National Union of Teachers NUT
- Nationwide Group Staff Union NGSU
- Nautilus
- †Northern Ireland Public Service Alliance NIPSA
- ‡NISA
- ‡North of England Zoological Society Sraff Association
- ‡Palm Paper Staff Association
- ‡PDA Union
- POA
- Prison Governors Association
- Prison Service Union PSU
- Prison Staff Association
- Professional Association of Cabin Crew Employees PACCE
- ‡Professional Cricketers Association
- ‡Professional Footballers Association
- ‡Professional Rugby Players Association
- Prospect
- Public and Commercial Services Union PCS
- Retail Book Association
- Retained Firefighters Union RFU
- Retired Officers Association
- Royal College of Midwives RCM
- Royal College of Nursing RCN
- ‡RSPB Staff Association
- ‡Scarborough Building Society Staff Association SOCASS
- ‡Scottish Artists Union
- Scottish Carpet Workers Union
- Scottish Secondary Teachers' Association SSTA
- †‡Services, Industrial, Professional & Technical Union SIPTU
- ‡Shield Guarding Staff Association
- Skipton Staff Association
- Society of Authors
- Society of Chiropodists and Podiatrists SCP
- Society of Radiographers SoR
- Society of Union Employees (UNISON) SUE
- ‡Solidarity
- Staff Association of Bank of Baroda (Storbritannien)
- Staff Union Dunfermline Building Society
- Staff Union West Bromwich Building Society
- Transport Salaried Staffs' Association TSSA
- UBAC
- ‡UDW
- UFS
- †‡Ulster Teachers' Union
- Undeb Cenedlaethol Athrawon Cymru (National Union of Teachers of Wales) UCAC
- Union of Construction, Allied Trades and Technicians UCATT
- ‡Union of Country Sports Workers
- Union of Democratic Mineworkers UDM
- ‡Union of General & Volunteer Workers
- Union of Shop, Distributive and Allied Workers USDAW
- UNISON - The Public Services Union
- United Road Transport Union
- Unite - the Union
- Unity
- United and Independent Union UIU
- University and College Union UCU
- VOICE
- ‡Warwick International Staff Association
- ‡Welsh Rugby Players Association
- ‡Whatman Staff Association
- ‡Workers Uniting
- Writers' Guild of Great Britain WGGB
- Yorkshire Independent Staff Association YISA

† Fackföreningar som har ett oberoendecertifikat i Nordirland den 31 mars 2009 Source: Northern Ireland Certification Officer's Annual Report 2007-8 Appendix 1
‡ 'Listade' fackföreningar som inte har ett oberoendecertifikat i Nordirland den 31 mars 2009 Source: Certification Officer's Annual Report 2008-9 Appendix 1 och Source: Northern Ireland Certification Officer's Annual Report 2007-8 Appendix 1

## Sudan
- Sudanese Workers' Trade Union Federation

## Sverige
- Landsorganisationen i Sverige
  - Byggnadsarbetareförbundet
  - Elektrikerförbundet
  - Fastighetsanställdas Förbund
  - GS – Facket för skogs-, trä-, och grafisk bransch
  - Handelsanställdas Förbund
  - Hotell och Restaurang Facket, HRF
  - Kommunalarbetareförbundet
  - Livsmedelsarbetareförbundet
  - Industrifacket Metall
  - Musikerförbundet
  - Pappersindustriarbetareförbundet
  - Seko, Service- och kommunikationsfacket
  - Svenska Transportarbetareförbundet

- Sveriges akademikers centralorganisation
  - Akademikerförbundet SSR
  - Akavia
  - DIK
  - Förbundet Sveriges Arbetsterapeuter
  - Kyrkans Akademikerförbund
  - Fysioterapeuterna
  - Naturvetarna
  - Officersförbundet
  - Saco-förbundet Trafik och Järnväg
  - SRAT
  - Sveriges Arkitekter
  - Sveriges Farmaceuter
  - Sveriges Fartygsbefälsförening
  - Sveriges Ingenjörer
  - Sveriges läkarförbund
  - Sveriges Lärare
  - Sveriges Psykologförbund
  - Sveriges Reservofficersförbund
  - Sveriges Skolledarförbund
  - Sveriges Tandläkarförbund
  - Sveriges universitetslärarförbund
  - Sveriges Veterinärförbund

- Tjänstemännens centralorganisation
  - Farmaciförbundet
  - Finansförbundet
  - Vision
  - Försvarsförbundet
  - Facket för försäkring och finans
  - Journalistförbundet
  - Polisförbundet
  - Skogs- och Lantbrukstjänstemannaförbundet
  - Fackförbundet ST
  - Svenska folkhögskolans lärarförbund
  - Teaterförbundet
  - TULL-KUST
  - Unionen
  - Vårdförbundet
  - Sveriges Yrkesmusikerförbund

- Sveriges Arbetares Centralorganisation
- Svensk Lokförarförening
- Svenska hamnarbetarförbundet
- BARO
- Nedre Norrlands Fackförbund
- Oberoende Fria Fackföreningars Centralorganisation, O.F.F.C.
- Ledarna
- Svensk pilotförening
- Brandmännens riksförbund

## Swaziland
- Swaziland Federation of Trade Unions
- Swaziland Federation of Labour
- Swaziland Health Institutions and Allied Workers Union

## Sydafrika
- Congress of South African Trade Unions (COSATU)
  - Chemical, Energy, Paper, Printing, Wood and Allied Workers' Union
  - Communication Workers Union (South Africa)
  - Democratic Nursing Organisation of South Africa
  - Food and Allied Workers Union
  - Musicians Union of South Africa
  - National Education, Health and Allied Workers' Union
  - National Union of Metalworkers of South Africa
  - National Union of Mineworkers (South Africa)
  - Performing Arts Workers' Equity
  - Police and Prisons Civil Rights Union
  - SASBO - The Finance Union
  - South African Agricultural Plantation and Allied Workers Union
  - South African Commercial, Catering and Allied Workers Union
  - South African Democratic Nurses' Union
  - South African Democratic Teachers Union
  - South African Football Players Union
  - South African Medical Association
  - South African Municipal Workers' Union
  - South African State and Allied Workers' Union
  - South African Transport and Allied Workers Union
  - Southern African Clothing and Textile Workers Union
- Confederation of South African Workers' Unions
- Federation of Unions of South Africa
  - Health & Other Services Personnel Trade Union of South Africa
  - Independent Municipal & Allied Trade Union
  - Public Servants Association of South Africa
  - United Association of South Africa
- National Council of Trade Unions

## Sydkorea
- Federation of Korean Trade Unions
- Korean Confederation of Trade Unions
- Korean Teachers & Education Workers' Union

phithi trade union for youth development

## Syrien
- General Federation of Trade Unions (Syrien)

## Taiwan
- Chinese Federation of Labour
- Taiwan Confederation of Trade Unions

## Tadzjikistan
- Tajikistan Federation of Trade Unions

## Tanzania
- Trade Union' Congress of Tanzania
- Zanzibar Trade Union Congress

## Thailand
- Labour Congress of Thailand
- National Congress of Thai Labour
- Thai Trade Union Congress

## Tchad
- Free Confederation of Chadian Workers
- Union of Trade Unions of Chad

## Tjeckien
- Czech-Moravian Confederation of Trade Unions – Českomoravská konfederace odborových svazů, ČMKOS
- Association of Autonomous Trade Unions – Asociace samostatných odborů, ASO
- Confederation of Art and Culture – Konfederace umění a kultury, KUK, https://web.archive.org/web/20051027190027/http://www.jtpunion.org/KUK/Obecne/indexKUK.htm
- Christian Labour Confederation – Křesťanská odborová koalice, KOK
- Trade Union Federation of Bohemia, Moravia and Silesia – Odborové sdružení Čech, Moravy a Slezska, OSČMS,
- Trade Union Federation Equality – Odborový svaz Rovnost, OSR

## Togo
- National Confederation of Togolese Workers
- National Union of Independent Trade Unions of Togo
- Trade Union Confederation of Togolese Workers
- Togo Pogo Stick Union

## Tonga
- Friendly Islands Teachers' Association
- Tonga Nurses' Association
- Tonga Conga Line Association

## Trinidad och Tobago
- Airline Superintendents Association
- All Trinidad Sugar and General Workers' Trade Union
- Airline Superintendents Association
- Amalgamated Workers Union
- Association of Technical, Administrative and Supervisory Staff
- Aviation, Communication and Allied Workers Union
- Banking, Insurance and General Workers Union
- Communication, Transport and General Workers Union
- Communication Workers Union
- Contractors and General Workers Trade Union
- Customs and Excise Extra Guards Association
- Electronic Media Union of Trinidad and Tobago
- Emperor Valley Zoo
- Estate Police Association
- Federation of Independent Trade Unions and Non-Governmental Organisations
- Fire Services Association
- Managers and Supervisors Association
- National Petroleum Staff Association
- National Union of Domestic Employees
- Oilfields Workers' Trade Union
- National Trade Union Centre of Trinidad and Tobago
- National Union of Government and Federated Workers
- National Workers' Union
- Public Services Association
- Seamen and Waterfront Workers Trade Union
- Steel Workers Union of Trinidad and Tobago
- Transport and Industrial Workers Union
- Trinidad and Tobago Postal Workers Union
- Trinidad and Tobago Airline Pilots Association
- Trinidad and Tobago Unified Teachers Association
- Union of Commercial and Industrial Workers

## Tunisien
- Union Générale Tunisienne du Travail (UGTT)

## Tuvalu
- Tuvalu Overseas Seamen's Union

## Tyskland
- Deutscher Gewerkschaftsbund (DGB)
  - IG Bauen-Agrar-Umwelt
  - IG Bergbau, Chemie, Energie
  - Gewerkschaft Erziehung und Wissenschaft
  - IG Metall
  - Gewerkschaft Nahrung-Genuss-Gaststätten
  - Trade Union of the Police
  - TRANSNET Gewerkschaft
  - ver.di

- Deutscher Beamtenbund (dbb)
  - Gewerkschaft der Sozialversicherung (GdS)
  - komba gewerkschaft
  - Deutsche Steuergewerkschaft (DSTG)
  - Gewerkschaft Deutscher Lokomotivführer (GDL)
- Christlicher Gewerkschaftsbund (CGB)
- Övriga fackföreningar
  - Deutscher Bundeswehrverband (DBwV)
  - Marburger Bund
  - Bund Deutscher Kriminalbeamter
  - Free Workers' Union of Germany (1919–1933)
  - Free Workers' Union - (1977 - )
  - Deutsche Angestellten Gewerkschaft (DAG)

## Uganda
- National Organization of Trade Unions,
- Central Organisation of Free Trade Unions, Uganda (COFTU)

## Uruguay
- Plenario Intersindical de Trabajadores - Convención Nacional de Trabajadores

## USA

### AFL-CIO
(The American Federation of Labor - Congress of Industrial Organizations)
- Air Line Pilots Association ALPA
- Amalgamated Transit Union ATU
- American Federation of Government Employees AFGE
- American Federation of Musicians of the United States and Canada AFM
- American Federation of School Administrators AFSA
- American Federation of State, County and Municipal Employees AFSCME
- American Federation of Teachers AFT
- American Federation of Television and Radio Artists AFTRA
- American Postal Workers Union APWU
- American Train Dispatchers Department ATDD
- Associated Actors and Artistes of America (4As)
  - Actors' Equity Association AEA
  - American Guild of Musical Artists AGMA
  - American Guild of Variety Artists AGVA
  - The Guild of Italian American Actors GIAA
  - Screen Actors Guild SAG
- Bakery, Confectionery, Tobacco Workers and Grain Millers' International Union BCTGM
- Brotherhood of Railroad Signalmen BRS
- California Nurses Association/ National Nurses Organizing Committee  CAN/NNOC
- California School Employees Association CSEA
- Communications Workers of America CWA
- Farm Labor Organizing Committee (FLOC)
- Federation of Professional Athletes/National Football League Players Association NFLPA
- Glass, Molders, Pottery, Plastics and Allied Workers International Union GMP
- International Alliance of Theatrical Stage Employees IATSE
- International Association of Bridge, Structural, Ornamental and Reinforcing Iron Workers
- International Association of Fire Fighters IAFF
- International Association of Heat and Frost Insulators and Asbestos Workers
- International Association of Machinists and Aerospace Workers IAM
- International Brotherhood of Boilermakers, Iron Ship Builders, Blacksmiths, Forgers and Helpers
- International Brotherhood of Electrical Workers IBEW
- International Federation of Professional and Technical Engineers IFPTE
- International Guards Union of America IGUA
- International Longshore and Warehouse Union ILWU
- International Longshoremen's Association ILA
- International Plate Printers, Die Stampers and Engravers Union of North America
- International Union of Allied Novelty and Production Workers
- International Union of Bricklayers and Allied Craftworkers BAC
- International Union of Elevator Constructors IUEC
- International Union of Operating Engineers IUOE
- International Union of Painters and Allied Trades IUPAT
- International Union of Police Associations IUPA
- Laborers' International Union of North America LIUNA
- Marine Engineers Beneficial Association MEBA
- National Air Traffic Controllers Association NATCA
- National Association of Letter Carriers NALC
- Office and Professional Employees International Union OPEIU
- Operative Plasterers' and Cement Masons' International Association OPCMIA
- Seafarers International Union of North America SIU
- Sheet Metal Workers International Association SMWIA
- Transport Workers Union of America TWU
- UNITE HERE
- United American Nurses UAN
- United Association of Journeymen and Apprentices of the Plumbing, Pipefitting and Sprinkler Fitting Industry of the United States and Canada UA
- United Automobile, Aerospace & Agricultural Implement Workers of America International Union UAW
- United Mine Workers of America UMWA
- United Independent Technology Technicians of America UITTA http://uitta.org/
- United Steel, Paper and Forestry, Rubber, Manufacturing, Energy, Allied Industrial and Service Workers International Union USW
- United Transportation Union UTU
- United Union of Roofers, Waterproofers and Allied Workers
- Utility Workers Union of America UWUA
- Writers Guild of America, East WGAE

### CTW
(The Change to Win Federation)
- International Brotherhood of Teamsters IBT
- Service Employees International Union SEIU
  - Workers United - Rekryterar medlemmar från UNITE HERE
- United Farm Workers of America UFW
- United Food and Commercial Workers UFCW

### Oberoende
- Aircraft Mechanics Fraternal Association AMFA
- Coalition of Graduate Employee Unions
- Directors Guild of America  DGA
- Dramatists Guild of America
- Fraternal Order of Police FOP
- Independent Pilots Association IPA
- International Union of Journeymen and Allied Trades IUJHAT
- International Union Security * Police * Fire Professionals of America SPFPA
- Jockeys' Guild
- Major League Baseball Players Association MLBPA
- National Education Association NEA
- National Emergency Medical Services Association (NEMSA)
- Programmers Guild
- NHL Players Association
- National Basketball Players Association
- National Rural Letter Carriers Association NRLCA
- National Treasury Employees Union NTEU
- National Weather Service Employees Organization NWSEO
- Patrolmen's Benevolent Association PBA
- Professional Lacrosse Players' Association PLPA
- Stage Directors and Choreographers Society SDC
- United Brotherhood of Carpenters and Joiners of America UBC
- United Electrical, Radio and Machine Workers of America UE
- United Independent Technology Technicians Of America
- US Airline Pilots Association USAPA
- World Umpires Association
- Writers Guild of America, west WGAw

### Fackliga reformgrupper
- Labor Notes "Putting the Movement Back in the Labor Movement"
- Short Circuits
- Teamsters for a Democratic Union TDU

## Vanuatu
- Vanuatu Council of Trade Unions

## Vatikanstaten
- Associazione Dipendenti Laici Vaticani

## Venezuela
- Confederación de Trabajadores de Venezuela
- Movimiento Nacional de Trabajadores Para La Liberación
- Unión Nacional de Trabajadores de Venezuela

## Vietnam
- Vietnamese General Confederation of Labour

## Västindien
- Caribbean Congress of Labour
- Caribbean Public Services Association
- Caribbean Union of Teachers (CUT])

## Västsahara
- General Workers' Union of Saguia el-Hamra and Río de Oro

## Zambia
- Federation of Free Trade Unions of Zambia
- Zambia Congress of Trade Unions

## Zimbabwe
- African Trade Union Congress
- Zimbabwe Congress of Trade Unions

## Österrike
- Österreichischer Gewerkschaftsbund (ÖGB)

## Östtimor
- East Timor Trade Union Confederation
- Central Institucional de Trabajadores Automonos (CITA)